# Martin Bentz
Martin Bentz (* 1961 in Köln) ist ein deutscher klassischer Archäologe.

## Leben
Bentz studierte Klassische Archäologie, Ur- und Frühgeschichte und Alte Geschichte an den Universitäten zu Köln, Florenz und Göttingen, wo er 1989 mit der Dissertation Etruskische Votivbronzen des Hellenismus promoviert wurde. Anschließend erhielt er für 1989/1990 ein Reisestipendium des Deutschen Archäologischen Instituts. Ab 1991 arbeitete er als Wissenschaftlicher Assistent an der Universität Regensburg; nach seiner Habilitation, die er 1997 mit der Schrift Panathenäische Preisamphoren: Eine athenische Vasengattung und ihre Funktion vom 6.–4. Jh. v. Chr. erreichte, wurde er zum Oberassistenten befördert. Von 1999 bis 2004 war er Geschäftsführender Redaktor des Corpus Vasorum Antiquorum an der Bayerischen Akademie der Wissenschaften und nahm Vertretungsprofessuren an den Universitäten München und Wien wahr. Zum Wintersemester 2004/2005 folgte er einem Ruf an die Rheinische Friedrich-Wilhelms-Universität Bonn, wo er seither den zweiten Lehrstuhl für Klassische Archäologie innehat. Seit September 2008 ist Bentz Prodekan für Struktur- und Finanzangelegenheiten der Universität.
Martin Bentz ist ordentliches Mitglied des Deutschen Archäologischen Instituts, im Verein von Altertumsfreunden im Rheinlande und Mitglied des Istituto Nazionale di Studi Etruschi ed Italici. Von 2008 bis 2012 war er Vorsitzender des Deutschen Archäologen-Verbandes. 2017 wurde er in die Nordrhein-Westfälische Akademie der Wissenschaften gewählt.